# 飛沙
飛沙，是臺灣雲林縣四湖鄉的一個傳統地域名稱，位於該鄉中部偏西南。相較於今日行政區，其範圍大致包括飛沙村、溪尾村西南部、飛東村西大半部、三姓村不含東北端及西部凸出部分的西大半部、崙南村東南端。

## 歷史
臺灣日治初期，飛沙地區為一（舊制）街庄，稱為「飛沙庄」，隸屬於尖山堡。該庄北與林厝藔庄為鄰，東與溪尾庄、內湖庄為鄰，南邊及西邊南段為下崙庄，西邊中段及北段為三條崙庄。
1901年（日治明治三十四年）11月，全臺廢縣廳改設二十廳，該庄隸屬於斗六廳。1903年（明治三十六年）6月，該庄編入「下崙區」，隸屬於斗六廳。1909年（明治四十二年）10月，合併二十廳為十二廳，下崙區改隸屬於嘉義廳。1920年（大正九年），全臺地方制度大改正，廢十二廳改設五州二廳，該庄改制為「飛沙」大字，隸屬於臺南州北港郡四湖庄（新制街庄）。
戰後四湖庄改制為四湖鄉，隸屬於臺南縣，大字亦改制為村。1950年10月，雲、嘉、南分治，四湖鄉改隸屬雲林縣。

## 聚落
本地區發展較早的聚落有頂飛沙、下飛沙、三姓藔等，在日治期初期的官方地圖上已有記載。其後，下飛沙分成飛沙、飛東兩個聚落。

## 交通
省道台17線又稱「西部濱海公路」，是臺中市清水區甲南至屏東縣枋寮鄉水底寮的幹道，經過本地區西部的三姓寮聚落。由該道路向北北東可前往臺西鄉、東勢鄉西北端、麥寮鄉、彰化縣大城鄉等地；向南南西可前往口湖鄉、嘉義縣東石鄉、布袋鎮、臺南市北門區等地。
省道台61線又稱「西部濱海快速公路」，目前通車路段北起新北市八里區臺北港，南至臺南市七股區九塊厝，以高架道路型式經過本地區西南部，並在本地區西部中段與省道台17線交會處設有四湖交流道。由此可快速前往台灣西部沿海各地。
縣道160號是四湖鄉三條崙至土庫鎮無底潭的道路，經過本地區中部的飛沙、東飛沙兩個聚落。由該道路向西北可前往三條崙，並止於台灣中油三條崙站前；向東南東可前往四湖鄉市區、元長鄉、土庫鎮西南部糞箕湖地區的無底潭，並止於縣道145號路口（無底潭聚落東郊）。
鄉道雲132線是廣溝至鹿場的道路，經過本地區南部的三姓寮聚落一帶。由該道路向西北西可前往下崙/三條崙交界地帶、三條崙/萡子寮交界地帶、萡子寮地區北部，並止於該地區廣溝厝聚落南側的鄉道雲131線路口；向東南東可前往內湖地區中部、羊稠厝地區南端、下寮地區中部、鹿場地區西部，並止於該地區西部近邊界地帶中段的一個三叉路口（下寮地區咯內聚落東北郊）。
鄉道雲133線是溪尾至飛東（東飛沙）的道路，其南側端點（終點）位於本地區中南部的鄉道雲132線路口（東飛沙聚落南郊）。由此向北北東沿飛沙大排水溝左岸而行，至縣道160號轉東北東與其共線，至本地區東部邊界地帶轉北北東獨行，再轉東北可前往溪尾地區中部略偏西，並止於鄉道雲128線路口（中溪尾聚落西郊）。
鄉道雲133-1線是頂飛沙至飛沙的道路，全線位於本地區境內，其北側端點（起點）位於本地區西北部的鄉道雲134線路口（頂飛沙聚落北郊）。由此向南南西蜿蜒而行，經頂飛沙聚落後轉東南東再轉南南東，最後止於飛沙聚落的縣道160號路口。
鄉道雲134線是三條崙至溪尾的道路，經過本地區北端。由該道路向西南西可前往林厝寮南端、三條崙，並止於縣道160號路口；向東微北可前往溪尾地區西部新溪尾聚落的鄉道雲128線路口。

## 學校
- 飛沙國中
- 飛沙國小